# Ronald Bass
Pour les articles homonymes, voir Bass.
Ronald Bass est un scénariste, producteur et acteur américain né le 26 mars 1942 à Los Angeles, Californie (États-Unis).

## Filmographie partielle

### Comme scénariste
- 1987 : La Veuve noire (Black Widow)
- 1987 : Jardins de pierre (Gardens of Stone)
- 1988 : Rain Man
- 1991 : Les Nuits avec mon ennemi (Sleeping with the Enemy)
- 1993 : Le Club de la chance (The Joy Luck Club)
- 1994 : Pour l'amour d'une femme (When a Man Loves a Woman)
- 1995 : Esprits rebelles (Dangerous Minds)
- 1995 : Où sont les hommes ? (Waiting to Exhale)
- 1997 : Le Mariage de mon meilleur ami (My Best Friend's Wedding)
- 1998 : Sans complexes (How Stella Got Her Groove Back)
- 1998 : Au-delà de nos rêves (What Dreams May Come)
- 1998 : Ma meilleure ennemie (Stepmom)
- 1999 : Vote sous influence (Swing Vote) (TV)
- 1999 : Haute Voltige (Entrapment)
- 1999 : La neige tombait sur les cèdres (Snow Falling on Cedars)
- 2000 : D'un rêve à l'autre (Passion of Mind)
- 2004 : The Lazarus Child
- 2005 : Crazy in Love (Mozart and the Whale)
- 2015 : Before We Go
- 2022 : The King's Daughter de Sean McNamara

### Comme producteur
- 1993 : Le Club de la chance (The Joy Luck Club)
- 1994 : Pour l'amour d'une femme (When a Man Loves a Woman)
- 1995 : Où sont les hommes ? (Waiting to Exhale)
- 1997 : Le Mariage de mon meilleur ami (My Best Friend's Wedding)
- 1998 : Sans complexes (How Stella Got Her Groove Back)
- 1998 : Au-delà de nos rêves (What Dreams May Come)
- 1998 : Ma meilleure ennemie (Stepmom)
- 1999 : Haute Voltige (Entrapment)
- 1999 : La neige tombait sur les cèdres (Snow Falling on Cedars)
- 2000 : D'un rêve à l'autre (Passion of Mind)
- 2004 : The Lazarus Child

### Comme acteur
- 1994 : Pour l'amour d'une femme (When a Man Loves a Woman) de Luis Mandoki : AA man #1

## Récompenses et distinctions

### Récompenses
1988 : Oscar du meilleur scénario original pour Rain Man de Barry Levinson (partagé avec Barry Morrow)